# Cerapachys pubescens
Cerapachys pubescens är en myrart som först beskrevs av Carlo Emery 1902.  Cerapachys pubescens ingår i släktet Cerapachys och familjen myror. Inga underarter finns listade i Catalogue of Life.